# Edmund Wachenfeld
Edmund Wachenfeld (24 de Novembro de 1878 — 4 de Dezembro de 1958) foi um militar alemão que combateu na Primeira Guerra Mundial e na Segunda Guerra Mundial. Foi General der Artillerie no Exército e, depois de se reformar, voltou a ingressar nas forças armadas, desta vez da Luftwaffe, tornando-se General der Flieger, para comandar um dos Luftkreis.